# جيمس جليسون
جيمس جليسون (بالإنجليزية: James Gleason)‏ مواليد 23 مايو 1882 في نيويورك، نيويورك، الولايات المتحدة - الوفاة 12 أبريل 1959 في كاليفورنيا، الولايات المتحدة، هو ممثل أمريكي بدأ مسيرته الفنية سنة 1914.

## الأعمال
- لحن برودواي
- ما وراء النصر
- روح حرة
- ذا بينغوين بول موردر
- ها قد أتى السيد جوردان
- صديقتي سالي
- رجل اسمه جو
- شجرة تنمو في بروكلين
- زوجة الأسقف
- ليلة الصياد

## روابط خارجية
- جيمس جليسون على موقع IMDb (الإنجليزية)
- جيمس جليسون على موقع ألو سيني (الفرنسية)
- جيمس جليسون على موقع ميوزك برينز (الإنجليزية)
- جيمس جليسون على موقع أول موفي (الإنجليزية)
- جيمس جليسون على موقع قاعدة بيانات برودواي على الإنترنت (الإنجليزية)
- جيمس جليسون على موقع قاعدة بيانات برودواي على الإنترنت (الإنجليزية)
- جيمس جليسون على موقع قاعدة بيانات الأفلام السويدية (السويدية)
- جيمس جليسون على موقع إن إن دي بي (الإنجليزية)
- جيمس جليسون على موقع قاعدة بيانات الفيلم (الإنجليزية)
- جيمس جليسون على موقع كينوبويسك (الروسية)